# Painkiller (группа)
Painkiller — совместный проект Джона Зорна, Мика Харриса и Билла Ласвелла. Творчество коллектива сочетает в себе элементы грайндкора, джаза, эмбиента и импровизационной музыки. Живые выступления коллектива, в отличие от студийных записей, обычно представляют собой чрезвычайно длинные импровизации (например, «Batrachophrenoboocosmomachia» с альбома «Talisman: Live in Nagoya» длится более получаса) в стилистике, которую можно описать как сочетание джаза и метала, ведущую партию в которых исполняет Зорн.

## Состав
- Джон Зорн — саксофон
- Билл Ласвелл — бас
- Мик Харрис — ударные

## Дискография
- Guts of a Virgin (1991)
- Buried Secrets (1992)
- Rituals: Live in Japan (1993)
- Execution Ground (1994)
- Collected Works (1997, включает Guts of a Virgin, Buried Secrets, Execution Ground, Live in Osaka и бонус) 4-CD бокс-сет
- Guts of a Virgin/Buried Secrets (1998, совместное издание первых двух альбомов)
- Talisman: Live in Nagoya (2002)
- 50th Birthday Celebration Volume Twelve (2005, при участии Майка Паттона)
- The Prophecy (2013, при участии Ёсиды Тацуи)
- Samsara (2024)